# José Luis Manzano (empresario)
José Luis Manzano (Tupungato, Mendoza; 9 de marzo de 1956) es un expolítico y empresario argentino. Oriundo del departamento mendocino de Tupungato, cursó sus estudios en Medicina en la Universidad Nacional de Cuyo especializándose en Medicina Laboral.
En 1993, luego de finalizar su gestión en el gobierno como Ministro del Interior, emigró a los Estados Unidos para profundizar su actividad académica y desarrollar su actividad empresaria, asociándose allí con el grupo anticastrista de Mas Canosa. A partir de 1996 vuelve a la Argentina, donde comenzó a desarrollar actividad privada y académica; desarrolla un grupo de medios junto al empresario mendocino Daniel Vila, con quien en sociedad adquirió el canal de Buenos Aires, América TV, la señal de cable América 24 y varias más junto al político y empresario Francisco de Narváez. Al mismo tiempo Manzano crea en 1996 junto a Vila el multimedios Grupo América, que creció desde entonces para convertirse en el segundo Multimedios en tamaño del país. A nivel nacional, las participaciones más importantes del grupo son en América TV y el canal de cable América 24, sumando en televisión a Canal 6 de San Rafael, Canal 7 de Mendoza, el Canal 8 de San Juan, el Canal 10 de Junín. En 2018, el Grupo vende la red de televisión por cable Supercanal.
Con su socio Vila, Manzano también fundó la compañía Andes Energía en el año 2007, una empresa de energía cuyo directorio también componen Alfredo Vila, Luis Nofal y Jorge Aidar Bestene, abogado que tiene intereses económicos en la provincia de Chubut. Grupo América comprende 49 medios de todo el país, incluyendo gráficos, radiales, televisivos y digitales. En 2021 el multimedios adquirió la compra del diario económico El Cronista. Ese mismo año el grupo también adquirió la mayor distribuidora argentina de electricidad, Edenor.

## Actividad académica
Durante 1993 y 1994 Manzano residió en California los Estados Unidos como Visiting Scholar en la Universidad de California de San Diego. Entre 1995 y 1996, residió en Washington D. C., siendo Visiting Scholar en la Universidad de Georgetown, en la que simultáneamente cursó estudios de finanzas y negocios internacionales.

## Actividad educativa
Manzano fue presidente de la Fundación Universidad de Congreso, una Universidad sin fines de lucro con más de siete mil alumnos. La Universidad también controla la Asociación Intercultural (una academia de idiomas) y la Fundación Fabián Calle (una escuela de periodismo y comunicación), ambas sin fines de lucro. 
Manzano colabora con el Eisenhower Fellowship como Chair del Comité para Europa. Es patrocinador de la Casa de la Cultura China en Buenos Aires. Es miembro del comité de patrocinio de IPS, la agencia de noticias Sur-Sur del sistema de Naciones Unidas. Ha realizado actividades con The Climate Change con el vicepresidente Al Gore en Argentina, participado de actividades con la Fundación Clinton y el Clinton Global Initiative. Es miembro del board de la Fundación Advanced Leadership, con la que han desarrollado actividades con el presidente Barack Obama, en Argentina y España, y con el presidente Duque en Colombia.
Manzano es miembro del board del Instituto de las Américas en San Diego y del Energy Steering Committee del Instituto. Es un activo miembro de la Sociedad de las Américas y del Council de las Américas.
Asimismo, participa con frecuencia como orador invitado en el World Strategic Forum y el Foro Económico de las Américas, la Cámara Argentina-Británica de Comercio y el Foro de la Seda y la Ruta en China.

## Actividad empresarial

### Integra Capital
Desde 1993 a 1995 Manzano residió en California los Estados Unidos como Visiting Scholar en las Universidades de California de San Diego y la Universidad de Georgetown. A partir de 1996 comenzó a desarrollar su carrera en la función privada actuando como consultor internacional. En 1995 estudió en la Universidad de San Diego, inglés y política interna norteamericana y creó una consultora, Integra Investments, con sede en Washington, Miami, Buenos Aires y Mendoza. A fines de 1995, luego de pasar dos años fuera de su país, regresó a la Argentina con la intención de profundizar su actividad empresarial. Hoy en día es socio del segundo multimedios más importante de la Argentina y posee inversiones en las industrias energéticas, vitivinícolas y de indumentaria, entre otras.

### Medios de comunicación
A partir de 1996 junto al empresario mendocino Daniel Vila, fundaron en Mendoza el multimedios Grupo Uno, hoy Grupo América, el cual creció desde entonces para convertirse en el segundo Multimedios de la Argentina. A fines de la década del '90 la firma controlaba los principales canales de la región de Cuyo: Canal 7 (Mendoza), Canal 8 (San Juan) y Canal 6 (San Rafael).
El Grupo comprende a 49 medios de todo el país, incluyendo gráficos, radiales, televisivos y digitales.
El Grupo América posee 28 licencias entre radio AM, FM y Televisión Abierta. Manzano y Vila controlan el canal América -y su cable A24 la radio La Red y una red de diarios del interior que incluyen diario UNO de Mendoza y Santa Fe. Con su amplia red de servicios de comunicación, la empresa alcanza a unas 25 millones de personas en Argentina y constituye así el segundo mayor grupo multimedios del país. Manzano es accionista del Cronista Comercial, el más antiguo y prestigioso periódico económico de Argentina.
Grupo América trabajó con China Watch, una publicación preparada por China Daily, para publicar la primera edición en español de China Watch (en cualquier lugar). Manzano y China Watch lanzaron el periódico en la Embajada de China en Argentina. Asistieron embajadores, personal diplomático y periodistas de ambos países. Cabe señalar que China es el segundo mayor socio comercial de Argentina.
América TV posee dos canales de televisión y dos señales de cable en la República del Paraguay. 

### Energía y petróleo
Manzano participa en el negocio del petróleo a través de diversas compañías. 
Phoenix Global Resources, controlada por Mercuria, Manzano y su familia son accionistas relevantes. La firma opera en Argentina con 24 licencias,13 en asociación con YPF, 6 en Vaca Muerta y 4 en la formación Agrio. Produce diez mil mbopd y posee alrededor de cuatrocientos mil acres en la formación Vaca Muerta. 
A través de Andina PLC, participa de la empresa mixta que provee electricidad a la provincia de Mendoza, EDEMSA (Empresa Distribuidora de Electricidad de Mendoza S.A) y de Hidroeléctrica Ameghino S.A. en la provincia de Chubut, la cual se encuentra conectada al Sistema Eléctrico Patagónico y genera anualmente unos 174 GWh de energía.
Manzano fue uno de los fundadores de Andes Energía, una compañía petrolera argentina. La compañía cotiza en la Bolsa de Comercio de Buenos Aires. En 2012, Andes Energía aseguró 13,000 kilómetros cuadrados para la exploración petrolera. En la década de 2010, la compañía había planeado aumentar su producción de 220 barriles por día a 2.500 por día.
En 2012, Andes Energía tuvo una valuación de mercado de US $ 100 millones.Para 2015, Andes Energía tenía 7,4 millones de acres de exploración, 20 millones de barriles en reservas y 596 millones de barriles de recursos potenciales.
La compañía de petróleo y energía Ketsal-Kilwer es propiedad conjunta de Manzano y Daniel Vila. En 2012, se descubrieron 40 millones de barriles de recursos petroleros en un área de Mendoza. El área pertenecía a una empresa conjunta entre Ketsal-Kilwer (20%), YPF (70%) y Mendocina Energy (10%). En ese momento, las regalías eran las más altas jamás cobradas por el gobierno, con un 23%.
Integra, el holding que lidera José Luis Manzano, adquirió el 50% de Refinor a través de Hidrocarburos del Norte.

### Construcción
José Luis Manzano participa junto a Daniel Vila en el rubro de la construcción a través de Pamar S.A., una empresa constructora especialista en gasoductos, que cuenta con más de 35 años de experiencia en el mercado. Con foco en Argentina, produce gasoductos en diferentes países de América Latina. Se especializa en tuberías de petróleo y gas, plantas de proceso, redes de distribución eléctrica, redes de fibra óptica y obras de saneamiento.
La compañía del empresario logró posicionarse como líder constructor del "Sistema Centro Oeste gasoducto," la más grande de su tipo en Argentina, que abarca más de 500 kilómetros. Los clientes principales son YPF, TGS, TGN y EDEMSA.

### Producción vitivinícola
En 1998, Manzano incursionó en la industria vitivinícola. Creó el Grupo Vitivinícola de Tupungato propietario de la bodega Altus y los vinos Altus y Gualtallary.
La bodega Altus, ubicada en Tupungato, cuenta con 1.533 hectáreas en campos a una altitud de entre 1.200 y 1.500 metros sobre el nivel del mar. Treinta hectáreas del total se utilizan para los viñedos que sirven de materia prima para producir vinos finos de alta calidad destinados a los mercados locales e internacionales. La bodega cuenta con una capacidad de producción de 1 millón de litros de vino.
En el mismo predio funciona el restaurante La Tupiña en Gualtallary.

## Actuación política

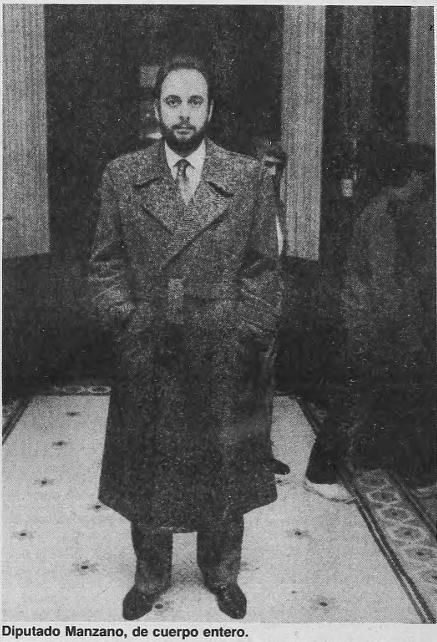
José Luis Manzano en 1987 como diputado.

Afiliado al Partido Justicialista, fue diputado nacional entre 1983 y 1989 e integrante del gobierno de Carlos Saúl Menem como ministro del interior durante la primera presidencia de este último (desde 1989 a 1992). Manzano fue un protagonista de aquella época plagada de episodios de corrupción, y se le atribuye la frase "Yo robo para la corona" (la cual habría pronunciado en 1989, aludiendo a que lo obtenido por actos de corrupción no era para él sino para su jefe, Carlos Menem), aunque Manzano negó públicamente haberla dicho. También es recordado en algunos medios periodísticos por su confesión de haberse operado las nalgas, a las que le agregó una porción de siliconas.
Miembro de la Juventud Peronista y del Partido Justicialista, tuvo injerencia en la política argentina durante las décadas de los 70 y los 90. Fue desde 1983 uno de los fundadores y miembros activos del grupo “La Renovación Peronista” que se encargó de democratizar, consolidar y fortalecer al partido después de la derrota electoral sufrida con el retorno de la democracia al país.
De 1983 a 1991 fue diputado nacional. Como integrante de la Cámara de Diputados de la Nación, participó de la aprobación del proyecto de ley sobre la modificación del régimen del matrimonio civil, siendo uno de los oradores principales de las sesiones de discusión previas a la sanción de la Ley 23.515 (Ley de Divorcio) en 1987.
Fue Vicepresidente y Presidente del bloque de Diputados Nacionales del Justicialismo durante todo el período. Impulsó legislación para la creación del cupo femenino y el listado de YPF, la compañía nacional de petróleo en el NYSE. [cita requerida]
Como ministro del interior, José Luis Manzano, fue el responsable del esclarecimiento del secuestro de Mauricio Macri y otros secuestros en la Ciudad de Buenos Aires, desarticulando la “industria del secuestro” heredada de la dictadura militar. Durante su gestión, firmó el convenio de cooperación entre Argentina y el FBI y se logró la entrada de ciudadanos argentinos en Estados Unidos sin visado.[cita requerida]
En el año 2008 Manzano fue homenajeado en la Cámara de Diputados, junto a otros miembros de la Cámara que ejercieron sus cargos en el año 1983, por haber ayudado en la recuperación del sistema democrático del país. En el 2010 recibió el mismo reconocimiento en el Senado de la Nación, otorgado por los presidentes de ambas cámaras y la fundación FEPESNA. En 2013, la Fundación de Estudios Políticos, Económicos y Sociales para Nueva Argentina organizó un panel llamado "30 años de democracia: la construcción de una nueva convivencia". Manzano fue uno de los oradores y habló sobre la condición actual del Congreso. Dijo que "el diálogo funciona en emergencias pero se interrumpe en la normalidad". También dijo que Argentina necesita "alejarse del autoritarismo como forma de hacer política".
Integra el programa Vendimia Solidaria, el cual apunta al desarrollo integral de niños y adolescentes en la Provincia de Mendoza brindando ayuda económica y promoviendo acciones en beneficio de hospitales, clubes deportivos barriales y escuelas.
Durante 2013 medios de la editorial Perfil como el diario homónimo y la Revista Noticias asociaron a Manzano y su socio Daniel Vila con el apoyo a la candidatura presidencial del entonces Diputado Sergio Massa para la campaña 2015.
En diciembre de 2020, Manzano integró un consorcio —junto a Daniel Vila y Mauricio Filiberti— que acordó la compra del 51 % de Edenor (la mayor distribuidora eléctrica de Argentina) a Pampa Energía, mediante la empresa Empresa de Energía del Cono Sur (Edelcos) y su sociedad Integra Capital. Traspaso aprobado por el ENRE y asumió el nuevo directorio el 1° de julio de 2021, encabezado por Neil Bleasdale.
En 2024, Manzano amplió su presencia en los sectores energético y minero mediante Integra Capital: exploró yacimientos de litio en el norte de Argentina y Brasil, reactivó un proyecto potásico en Mendoza y adquirió la minera peruana Volcan Cia Minera SAA a Glencore, consolidando su perfil como inversor estratégico.
En abril de 2025, su empresa Integra Tec, en sociedad con Mauricio Filiberti, adquirió el 99,3 % de Telefónica del Perú, tras la quiebra de su matriz española. La operación requirió inversiones superiores a 1.500 millones de soles, e incluyó un plan de modernización de las redes con inicio de 5G y reestructuración financiera.

## Controversias
El Grupo Uno ha sido denunciado múltiples y repetidas veces por estafa, vaciamiento de empresas/desvío de fondos, lavado de dinero, maltrato laboral/agresiones, y despidos injustos; tales denuncias recayeron sobre sus principales figuras y accionistas: Vila y Manzano.

## Vida personal
El 21 de febrero de 2015 Manzano se casó con Teresa Jordan, quien es su pareja desde el año 2000. El evento se llevó a cabo en su finca en Gualtallary, Tupungato. Además tiene 4 hijos.